# 関口八重吉
関口 八重吉（せきぐち やえきち、1875年8月29日 - 1949年12月24日）は、日本の機械工学者。東京工業大学機械工学科教授や、衛生工業協会会長、日本機械学会会長を務めた。

## 人物・経歴
東京府出身。1896年東京高等工業学校（現東京工業大学）機械科卒業。1898年同校助教授。1902年からイギリス、アメリカ合衆国に留学し機械製作を研究し、コーネル大学大学院修了、修士。1905年に帰国し、教授に昇格。1921年工学博士。1929年東京工業大学機械工学科教授。1933年衛生工業協会会長。1935年日本機械学会会長。1943年蔵前工業会理事長、蔵前工業会館代表取締役会長。1949年勲二等旭日重光章受章。門下に中田孝東京工業大学名誉教授など。

## 著書
- 『蒸汽瓦斯機関設計用実験公式』工業雑誌社 1907年
- 『工業品簡易鑑識法』早稲田大学出版部 1908年
- 『汽缶』弘道館 1914年
- 『汽機』大日本工業學會 1915年
- 『關口實用機械學』大日本工業學會 1921年
- 『総合工学全集 第6巻 機械工学総論 上巻』大同評論社 1930年
- 『偉人ジェームス・ワット』ワット誕生二百年記念会 1936年
- 『工業講義』早稲田大学出版部 2007年